# گریت میسندن
گریت میسندن (به انگلیسی: Great Missenden) یک روستا و محله مدنی در بریتانیا است که در Chiltern واقع شده‌است. گریت میسندن ۱۰٬۱۳۸ نفر جمعیت دارد.